# إيسيإي تاكاهاشي
إيسيإي تاكاهاشي (باليابانية: 高橋 壱晟) (20 أبريل 1998 في محافظة آوموري في اليابان – )؛ هو لاعب كرة قدم سابق كان يلعب كلاعب وسط.

## وصلات خارجية
- إيسيإي تاكاهاشي على موقع رابطة كرة القدم اليابانية للمحترفين (اليابانية)
- إيسيإي تاكاهاشي على موقع قاعدة بيانات كرة القدم.إي يو (الإنجليزية)
- إيسيإي تاكاهاشي على موقع Soccerway.com (الإنجليزية)
- إيسيإي تاكاهاشي على موقع عالم كرة القدم.نت (الإنجليزية)